# كأس فنلندا 2008
كأس فنلندا 2008 (بالفنلندية: Jalkapallon Suomen Cup 2008)‏ هو موسم من كأس فنلندا. أشرف على تنظيمه اتحاد فنلندا لكرة القدم، وكان عدد الأندية المشاركة فيه 361، وفاز فيه نادي هلسنكي.